# ان‌جی‌سی ۱۰۷۳
ان‌جی‌سی ۱۰۷۳ (انگلیسی: NGC 1073) نام یک کهکشان مارپیچی میله‌ای در صورت فلکی نهنگ است.